# جران (إيران)
جران هي قرية في مقاطعة بيرانشهر، إيران. عدد سكان هذه القرية هو 236 في سنة 2006.